# 科羅利夫卡 (伊凡諾-法蘭科夫斯克區)
48°48′23″N 25°0′2″E / 48.80639°N 25.00056°E
科羅利夫卡（羅馬化：Korolivka）是烏克蘭西部伊萬諾-弗蘭科夫斯克州伊萬諾-弗蘭科夫斯克區特盧馬奇市鎮的村莊。該村面積12.49平方公里，2024年人口1,300，人口密度每平方公里119.5人。